# Helictogomphus simplex
Helictogomphus simplex är en mångfotingart som beskrevs av Lawrence 1953. Helictogomphus simplex ingår i släktet Helictogomphus och familjen Gomphodesmidae. Inga underarter finns listade i Catalogue of Life.